# Mauri Röppänen
Mauri Röppänen (n. 19 ianuarie 1946, Outokumpu, Kuopio Province⁠(d), Finlanda) este un biatlonist ce a reprezentat Finlanda, medaliat olimpic. A participat la 3 ediții ale Jocurilor Olimpice (1972, 1980, 1984) în care a câștigat o medalie de argint.